# Manuel Antônio de Almeida
Manuel Antônio de Almeida (* 17. November 1831 in Rio de Janeiro; † 28. November 1861 in Macaé) war ein brasilianischer Journalist und Schriftsteller.
Almeida studierte Kunst und Medizin, seinen Lebensunterhalt bestritt er als Übersetzer und Journalist. Sein einziges schriftstellerisches Werk Memórias de um sargento de milícias veröffentlichte er zuerst anonym als Fortsetzungsroman in den Jahren 1852 und 1853. Er beschreibt darin in naturalistischem Stil das Leben in Rio de Janeiro in der ersten Hälfte des 19. Jahrhunderts. Das Werk erhielt seinerzeit wenig Beachtung, gilt aber seit seiner Wiederentdeckung im 20. Jahrhundert als erster großer Roman der brasilianischen Literatur.
Almeida förderte den jungen Machado de Assis. Almeida starb bei einem Schiffsunglück vor der brasilianischen Küste.